# Gajusz Juliusz Kwadratus Bassus
Gajusz Juliusz Kwadratus Bassus (ur. 60 n.e., zm. 118 n.e. w Dacji) – rzymski urzędnik, zromanizowany Galat. 
Był legatem (legatus Augusti pro praetore) Judei od 102/103 do 104/105, konsulem dodatkowym (łac. consul suffectus) w Rzymie w 105 i prokonsulem prowincji Azji w 105. Był synem Gaiusa Juliusa Bassusa, prokonsula Bityni w 98.
Od 107 do 112 był legatus Augusti pro praetore w Kapadocji.
W latach 117–118 był namiestnikiem Dacji.
Jego żoną była Asinia Marcella.